# دراکورپتور
دراکورپتور (نام علمی: Dracoraptor) نام یک سرده از بالاخانواده تهی‌پیکرواران است. این دایناسور گوشت‌خوار در دوره زمین‌شناسی ژوراسیک پیشین می‌زیست.